# Śmierć Roberta Dziekańskiego
Śmierć Roberta Dziekańskiego – ciąg wydarzeń, które 14 października 2007 na lotnisku w Vancouver doprowadziły do śmierci Roberta Dziekańskiego.

## Opis zdarzenia
13 października 2007 na lotnisko w Vancouver przybył nieznający języka angielskiego, 40-letni polski pracownik budowlany – Robert Dziekański. 14 października, po 10 godzinach pobytu na lotnisku i braku możliwości porozumienia się z personelem, przez swoje zachowanie wzbudził zainteresowanie pracowników ochrony, którzy wezwali policję. Robert Dziekański na widok policji przestał się awanturować, a nawet unosił ręce w geście bezbronności. Przeszedł z kanadyjską policją do sąsiedniego pomieszczenia, gdzie został porażony paralizatorem typu „taser”, mimo że nie stawiał oporu. W wyniku tych działań Robert Dziekański zmarł. Wobec funkcjonariuszy nie wyciągnięto konsekwencji karnych. Jego matka, w hali przylotów, przez cały ten czas próbowała się czegoś dowiedzieć o swym synu. Nie uzyskała jednak żadnych informacji lub dowiedziała się mylnie, że nie przyleciał tym samolotem.

## Wyjaśnienia policji
Zdaniem policji (co częściowo potwierdza film nagrany za pomocą telefonu komórkowego przez jednego ze świadków zdarzenia) Człowiek ten miał rzucać krzesłami i strącić z biurka pracownika lotniska komputer.

## Raport kanadyjskich służb granicznych
Z 12-stronicowego raportu kanadyjskich służb granicznych (CBSA) napisanego po incydencie wynika, że Robert Dziekański nie wykazywał żadnych przejawów agresji i współpracował z władzami.
Raport został omówiony w kanadyjskiej prasie m.in. Vancouver Sun.

### Relacje świadków zdarzenia
- Sima Ashrafinia – naoczny świadek zdarzenia – twierdzi, że zauważyła mężczyznę, który stał przed wejściem dla pasażerów. Nie mógł przejść przez drzwi, bo to przejście funkcjonuje tylko w jedną stronę. Był bardzo wzburzony i coś krzyczał – po rosyjsku albo polsku, w każdym razie w jakimś wschodnioeuropejskim języku. Ktoś z obsługi lotniska prosił go, żeby przestał blokować drzwi, ale tamten najwyraźniej go nie rozumiał. Podeszłam do niego i próbowałam zagadnąć w kilku językach, po włosku, turecku, persku i w języku migowym. Ale mnie nie rozumiał[4].
- Alex Currie, szefowa zmiany CBSA zeznała, że mężczyzna wyglądał na wycieńczonego, co nie jest niczym dziwnym po długim locie. Nie wydawał się mieć problemów ze zdrowiem i współpracował ze mną. Stwierdziła także, że Dziekański nie wykazywał żadnych objawów niezrównoważonego czy agresywnego zachowania.
- Juliette van Agteren, która sprawdzała dokumenty Dziekańskiego, zeznała, że w żadnym momencie nie przejawiał żadnych zachowań, które mogłyby dawać powody do niepokoju.
- Funkcjonariusz CBSA Adam Chapin oświadczył, że Polak wyglądał na wyraźnie zmęczonego, włosy miał nieuczesane, a koszulę wyciągniętą ze spodni. Podkreślił również, że Dziekański nie był ani wrogi, ani agresywny[5].

## Reakcje medialne

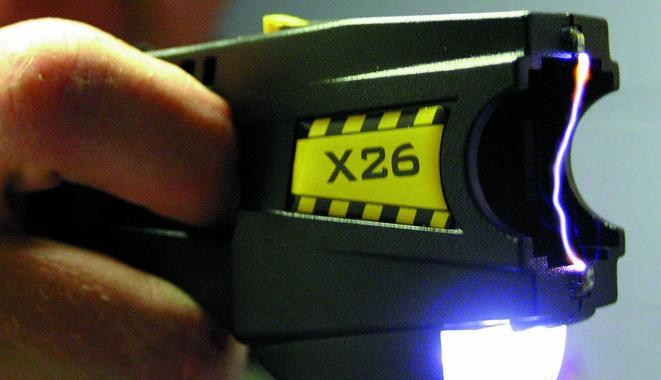
Taser

- Incydent wywołał ożywioną dyskusję w mediach kanadyjskich i polskich na temat celowości i bezpieczeństwa w stosowaniu elektrycznych paralizatorów.
- Według kanadyjskiej telewizji CTV, od 2003 roku  aż 17 osób zmarło w tym kraju w wyniku stosowania paralizatorów.
- W całej Ameryce Północnej liczba śmiertelnych ofiar taserów przekroczyła 330 i ciągle rośnie[6].

19 lipca 2008 roku odbył się pogrzeb Roberta w jego rodzinnych Pieszycach.

## Robert Dziekański w kulturze
W 2009 roku piosenkarka country Suzanne Gitzi z muzykiem Milesem Backiem napisali balladę „He Waits” („On czeka”). Wcześniej utwór „Don’t Want to Live on a Street” skomponowali kanadyjska artystka Kendel Carson oraz Chip Taylor.
W 2010 kanadyjski zespół thrashmetalowy Annihilator, poświęcił Dziekańskiemu utwór „25 Seconds to Die” z ich ostatniego albumu studyjnego – Annihilator. W 2012 John Plant skomponował muzykę, a J.A. Wainwright napisał libretto do opery „I Will Fly Like a Bird”, poświęconą Dziekańskiemu.
W 2013 roku polski zespół Intercity nagrał piosenkę o śmierci Roberta Dziekańskiego pt. „Witamy w Vancouver”.

## Dochodzenie Braidwooda
W 2008 rozpoczęło się dochodzenie kierowane przez sędziego Braidwooda, zakończone raportem.
Braidwood uznał użycie paralizatora wobec Dziekańskiego za nieuzasadnione, a działania policjantów z RCMP (Royal Canadian Mounted Police – Kanadyjskiej Królewskiej Policji Konnej) za zbyt pośpieszne.

## Wyroki sądowe
Sąd w Kanadzie wydał wyrok w sprawie czwartego policjanta odpowiadającego za śmierć Roberta Dziekańskiego. Benjamin Robinson został uznany za winnego składania fałszywych zeznań. Benjamin usłyszał osiem zarzutów i Sąd Najwyższy w Kolumbii Brytyjskiej orzekł, że jest winny dwóch dotyczących krzywoprzysięstwa.
Sąd potwierdził, że winnym stawianych zarzutów o składanie fałszywych zeznań jest też inny policjant, Kwesi Millington. Właśnie ten funkcjonariusz użył paralizatora wobec Dziekańskiego. Millington jest winien sześciu ze stawianych mu dziesięciu zarzutów.
Sąd orzekł w sprawie innego mundurowego, Garry’ego Rundela.
Oskarżony, Bill Bentley został w lipcu 2013 roku uniewinniony, ale prokuratura odwołała się od wyroku. Sąd przyznał bowiem, że wszyscy policjanci składali fałszywe zeznania.
Matka zmarłego, Zofia Dziekańska obecna na procesach stwierdziła, że mundurowi „znaleźli się w więzieniu, ponieważ wiedzieli, co robili” i „ponieważ policjanci zabili jej syna”.
Zarzut fałszywych zeznań postawiono policjantom w konsekwencji dochodzenia prowadzonego przez specjalnego prokuratora Richarda Pecka, oddelegowanego przez rząd Kolumbii Brytyjskiej do zajęcia się sprawą śmierci Dziekańskiego. Prokurator zarzucał policjantom, że ustalili wspólną wersję zeznań w sprawie Dziekańskiego, która stała w sprzeczności z filmem nakręconym przez jednego ze świadków zdarzenia, oraz że kłamali podczas procesu.

## Informacja od kanadyjskiej policji
1 kwietnia 2010 r. przedstawiciel kanadyjskiej policji zapowiedział, że funkcjonariusze przeproszą za ich zachowania w sprawie Dziekańskiego, a instytucja wypłaci jego matce odszkodowanie.